# Boldron
Boldron – wieś w Anglii, w hrabstwie Durham. Leży 37 km na południowy zachód od miasta Durham i 357 km na północ od Londynu.